# James Cancer Hospital
Le Arthur G. James Cancer Hospital and Richard J. Solove Research Institute (communément appelé James Cancer Hospital) fait partie de l'université d'État de l'Ohio et de l'un des 45 hôpitaux nationaux spécialisés dans le traitement du cancer. Il porte le nom d'Arthur G. James (en), son fondateur, qui souhaitait un hôpital pour cancéreux à Columbus, en Ohio. Avec le récent agrandissement en 2014, il est maintenant le troisième plus grand hôpital pour cancéreux aux États-Unis.
L'hôpital mène des traitements contre le cancer et des recherches dans le cadre de l'Institut de recherche Solove. Le James reçoit des dons par le biais de l'événement cycliste Pelotonia. Il a récemment reçu la plus haute reconnaissance en matière de soins infirmiers avec la prestigieuse désignation d'hôpital magnet,.

## Histoire
La première pierre de l'hôpital a été posée le 10 juillet 1984. Il  a été achevée le 16 janvier 1990, mais un bris de conduite d'eau a retardé l'ouverture jusqu'au 9 juillet 1990, date à laquelle le premier patient a été admis. L'hôpital soutient le réseau de ressources en tissus humains (en) en hébergeant une organisation constitutive appelée Tissue Procurement Shared Resources.

## Nouvel hôpital et agrandissement
En décembre 2014, le James a ouvert un nouvel hôpital, d'une surface de plus de 10 hectares et 21 étages, le « New James » est désormais le troisième plus grand hôpital pour cancéreux du pays. Conçu par le cabinet d'architecture HOK, le projet de construction a débuté en 2010 et a été le plus grand projet de développement de l'histoire de l'université d'État de l'Ohio. Le coût de la construction s'est élevé à 1,1 milliard de dollars. Chaque étage des patients hospitalisés est spécialisé dans des sous-types de cancer spécifiques, dispose d'espaces destinés à l'enseignement ainsi que d'un laboratoire de recherche translationnelle.
Le James dispose également de son propre service d'urgence de quinze lits qui est strictement réservé aux patients atteints de cancer Il est entièrement intégré au service des urgences du centre médical Wexner de l'OSU.

## Référence
- (en) Cet article est partiellement ou en totalité issu de l’article de Wikipédia en anglais intitulé « The James Cancer Hospital » (voir la liste des auteurs).

1. ↑  (en) « NCCN Members » (consulté le 7 juin 2020)
2. ↑  (en) « Dr. James | OSUCCC - James », sur cancer.osu.edu (consulté le 7 juin 2020)
3. ↑  (en) « The Ohio State University Comprehensive Cancer Center - National Cancer Institute », sur www.cancer.gov, 25 août 2015 (consulté le 7 juin 2020)
4. ↑  Un hôpital où les soins infirmiers donnent d'excellents résultats pour les patients, où les infirmières ont un niveau élevé de satisfaction professionnelle, et où le taux de rotation du personnel infirmier est faible et où les griefs sont résolus de manière appropriée. On dit aussi que le statut indique la participation des infirmières à la collecte de données et à la prise de décisions concernant la prestation de soins aux patients.
5. ↑  (en) « Ohio State’s James Cancer Hospital Receives Highest Nursing Recognition With Prestigious Magnet® Designation », sur web.archive.org, 3 décembre 2013 (consulté le 7 juin 2020)
6. ↑  (en) « Notable Moments in the History of The James Cancer Hospital and Solove Research Institute », sur cancer.osu.edu (consulté le 7 juin 2020)
7. ↑  (en) « Tissue Procurement Service | Ohio State Medical Center », sur wexnermedical.osu.edu (consulté le 7 juin 2020)
8. ↑  « The James Cancer Hospital and Solove Research Institute », sur cancer.osu.edu, The Ohio State University (consulté le 7 juin 2020)
9. ↑  (en) « Moody Nolan | The James Cancer Hospital and Solove Research Institute », sur moodynolan.com (consulté le 7 juin 2020)
10. ↑  Hayleigh Colombo, « Here are the biggest Ohio State construction projects of the decade », sur bizjournals.com, 15 octobre 2019 (consulté le 7 juin 2020)
11. ↑  (en-US) « The Ohio State University Comprehensive Cancer Center (OSUCCC) — James Care », sur Wooster Community Hospital, 5 juillet 2019 (consulté le 7 juin 2020)
12. ↑  (en) (en) « Cancer Emergency Services | OSUCCC James », Cancer.osu.edu (consulté le 2 août 2018)
13. ↑  (en) « Ohio State Opens First Fully Integrated Cancer Emergency Department », sur cancer.osu.edu (consulté le 7 juin 2020)